# Дженчево-Перше
Дженчево-Перше (пол. Drzęczewo Pierwsze) — село в Польщі, у гміні П'яскі Гостинського повіту Великопольського воєводства.
Населення — 123 особи (2011).
У 1975-1998 роках село належало до Лешненського воєводства.

## Демографія
Демографічна структура станом на 31 березня 2011 року:
|          | Загалом | Допрацездатний вік | Працездатний вік | Постпрацездатний вік |
| -------- | ------- | ------------------ | ---------------- | -------------------- |
| Чоловіки | 66      | 11                 | 52               | 3                    |
| Жінки    | 57      | 13                 | 39               | 5                    |
| Разом    | 123     | 24                 | 91               | 8                    |